# Flaguim Moral
Flagston Batista da Cruz (Babaçulândia, 21 de maio de 1993), conhecido artisticamente como Flaguim Moral, é um cantor, compositor e empresário  brasileiro de forró de vaquejada. Com um estilo autêntico e uma história de superação, ele se destacou na música popular nordestina, conquistando espaço nos grandes palcos do país.

## Carreira
Flaguim Moral começou sua trajetória cantando na noite em sua cidade natal,   Apesar das dificuldades, seu talento e dedicação o levaram a conquistar uma audiência crescente. Sua ascensão ganhou força com o lançamento do clipe Tá Faltando Só Um Amor Pra Mim , que ultrapassou 8,7 milhões de visualizações no YouTube, tornando-se um marco em sua carreira.

## Vida Pessoal
Flaguim Moral é filho de Marilene Batista da Cruz,  que faleceu em 2008. Ele frequentemente menciona sua mãe como uma das maiores inspirações em sua vida e carreira. Em várias ocasiões, o cantor se emocionou ao falar sobre as lembranças de sua mãe, destacando a importância dela em sua trajetória.
Natural de uma família humilde, Flaguim Moral valoriza suas origens e usa sua história como motivação para jovens artistas que buscam realizar seus sonhos. Suas experiências de superação refletem-se tanto em suas músicas quanto em sua conexão emocional com o público.

## Discografia Destacada
- Tá Faltando Só Um Amor Pra Mim (2021)
- Infinity (2023)
- Galegona da Hilux (2023)
- Tapa no Vento (2023)
- Minha História (2024)
- 100% OFF (2024)
- Ponto G (2024)

## DVD "Minha História"
Em 2024, Flaguim Moral lançou seu primeiro DVD, intitulado Minha História.  Gravado em Fortaleza, o projeto apresenta um repertório que reflete sua trajetória de vida e destaca sucessos que marcaram sua carreira. O DVD contou com uma produção de alto padrão e reuniu uma plateia emocionada, consolidando-se como um dos maiores marcos de sua carreira.

## Incidente
Em março de 2024, o micro-ônibus da banda de Flaguim Moral  sofreu um acidente que deixou seis pessoas feridas. O acidente ocorreu em uma rodovia no Tocantins, Nenhuma das vítimas teve ferimentos graves,  e o cantor lamentou profundamente o ocorrido em suas redes sociais.

## Prêmios e Reconhecimentos
Em 2024, Flaguim Moral foi homenageado em Fortaleza, no Sua Música Space, pelo Sua Música Digital. A homenagem reconheceu os números alcançados com seus lançamentos, totalizando mais de 100 milhões de streams nas plataformas digitais. Este reconhecimento reflete sua contribuição para a música nordestina e seu impacto cultural.